# Tsunemi Kubodera
Tsunemi Kubodera (窪寺 恒己 Kubodera Tsunemi?) (Nakano, 1951) es un zoólogo japonés especializado en téutidos (calamares).
Fotografió en el año 2004, junto con Kyoichi Mori, por primera vez un Architeuthis vivo en su medio natural, en las proximidades del archipiélago japonés de Ogasawara, en el Pacífico Norte. Filmó, también por primera vez, un calamar gigante vivo de unos 8 metros en Japón, en 2006.